# Juan Vítola
Juan Vítola (nacido y fallecido en Buenos Aires, Argentina) fue un gran primer actor de cine y teatro argentino

## Carrera
Vítola, que también solía figurar como Juan Vittola, fue un eximio maestro de la escena teatral y un gran actor cinematográfico de la época dorada argentina. Compartió escenario con importantes figuras del momento como Tulia Ciámpoli, Irma Córdoba, Eloy Álvarez, Enrique Muiño, Oscar Soldati, Rosa Rosen, Raimundo Pastore, Arturo García Buhr, María Esther Podestá,  entre muchos otros.

### Cine
- 1935: Internado
- 1936: Vértigo
- 1937: La casa de Quirós
- 1937: Melgarejo
- 1938: El cabo Rivero
- 1939: El gran camarada
- 1940: Con el dedo en el gatillo
- 1943: ¡Delirio!

### Teatro
Vítola fue un dedicado actor teatral. Interpretando diversas obras teatrales y en los más importantes teatros argentinos.
Conformo el primer elenco del Teatro Cómico en 1927, formando parte de la Compañía de Comedias y Sainetes Luis Arata con  Berta Gangloff, Emma Bernal, Leonor Rinaldi, Mercedes Delgado, Blanca Crespo, A. Villavicencio, María Casenave, Delia Prieto, Carmen Villegas, Marcelo Ruggero, Juan Fernández, Ignacio Corsini, Froilán Varela, Carlos Rosingana, Jorge Gangloff, Enrique Duca, Ernesto Villegas y Alberto Fregolini.
Una de las más conocidas obras que hizo esta
- Facha Tosta, de Alberto Novión, en el rol de Estéfano
- Veraneamos en bañadera
- El barrio está de fiesta
- Se acabaron los otarios
- El mago de Palermo
- Te quiero porque sos reo
- Sierra chica
- Yo soy un tipo de línea
- Caferata
- Los muchachos de antes fumaban Avanti[2]

En 1945 hizo en el Teatro Odeón la obra Claudia  con Delia Garcés, Enrique Álvarez Diosdado, Milagros de la Vega, María Luisa Fernández, Eduardo Navega, Alita Roman y Margarita Corona.